# 11137 Yarigatake
11137 Yarigatake (1996 XE19) là một tiểu hành tinh vành đai chính được phát hiện ngày 8 tháng 12 năm 1996 bởi T. Kobayashi ở Oizumi.